# چارلی سنت کلاود
چارلی سنت کلاود (به انگلیسی: Charlie St. Cloud) فیلمی در ژانر ماوراء طبیعی و درام به کارگردانی بار استیرز و با بازی زک افران، چارلی تاهان، آماندا کرو و کیم بسینگر که در سال ۲۰۱۰ به روی پرده سینماها رفت.

## خلاصه داستان
مرد جوانی به‌تازگی برادر خود را از دست داده و در رنج و ناراحتی به سر می‌برد تا اینکه در همان قبرستانی که برادرش دفن شده به‌عنوان نگهبان شغلی پیدا می‌کند. او هر شب تصور می‌کند برادرش را می‌بیند اما…